# 마나베지마촌
마나베지마촌(真鍋島村)은 일본 오카야마현 오다군에 설치되었던 촌이다. 현재의 가사오카시 마나베섬과 그 인근에 해당한다.